# Gordon Haskell
Pour les articles homonymes, voir Haskell (homonymie).
Gordon Hionides dit Gordon Haskell, né le 27 avril 1946 à Verwood (Dorset, Angleterre) et mort le 15 octobre 2020, est un musicien, auteur-compositeur, chanteur, guitariste et bassiste britannique de pop, rock et blues.
Ami d'école du guitariste de King Crimson, Robert Fripp, ils ont joué ensemble dans le groupe adolescent de Fripp au milieu des années 1960, The League of Gentlemen (à ne pas confondre avec l'autre groupe formé par Robert Fripp durant les années 1980). Haskell a d'abord été reconnu comme bassiste pour le groupe britannique The Fleur de Lys, puis a passé une courte période avec King Crimson, comme chanteur pour leur deuxième album In the Wake of Poseidon, sur Cadence and Cascade, puis comme chanteur et bassiste sur leur troisième album Lizard. Après avoir quitté King Crimson, il a poursuivi sa carrière en tant que chanteur, obtenant enfin une reconnaissance internationale en 2001 avec sa chanson à succès How Wonderful You Are, tirée de son album platine Harry's Bar.

## Biographie

### Années 1960
À la fin des années 1960, Gordon Haskell déménage du Dorset et se rend à Londres (pour une courte période, partageant un appartement avec Jimi Hendrix). Tout en jouant la basse avec le groupe pop psychédélique Fleur De Lys, qui a été embauché par Atlantic Records en tant que groupe de session à plein temps, Haskell a enregistré quelques singles avec le groupe avec un succès minimal mais obtenant un No 1 et No 3 en Afrique du Sud et en Australie en tant que compositeur avec sa chanson Lazy Life. Au cours des deux années avec la Maison de disques Atlantic, il a travaillé avec Isaac Hayes et David Porter (qui a écrit de nombreuses chansons pour Atlantic Records, y compris pour Sam et Dave) et a œuvré avec une variété de producteurs à savoir Glyn Johns, Donnie Elbert, Arif Mardin et George Martin. Son premier album solo Sail in My Boat a été enregistré pour la division britannique de CBS Records en 1969. L'album n'a pas figuré dans les charts et reste aujourd'hui un objet de collection rare, évalué par Record Collector dans son Rare Record Price Guide 2016 à 125 £. Une chanson de l'album a été reprise par Wanda Arlitti et a atteint le no 1 du palmarès des singles en Afrique du Sud.

### Années 1970
Lorsque Greg Lake a quitté King Crimson, Gordon a été invité à devenir le bassiste et chanteur de la formation transitionnelle de King Crimson en 1970. Il est apparu sur les albums In the Wake of Poseidon (mais seulement pour une chanson, Cadence and Cascade) et Lizard. Cependant, la préférence de Gordon pour les chansons de Nat King Cole et Ray Charles a provoqué une certaine frustration chez ce dernier, et ses intérêts orientés folk et blues étaient en conflit avec le style musical progressif plus compliqué de Crimson. Il a quitté le groupe acrimonieusement après l'enregistrement de Lizard, pendant les répétitions pour une éventuelle tournée. Il s'est opposé à ce que ses contributions vocales soient manipulées, utilisant la distorsion et en étant accélérées, estimant que cela nuirait à sa réputation. 
Après un premier album solo publié en 1969 chez CBS, Sail In My Boat, Gordon Haskell a ensuite auditionné pour Ahmet Ertegün, le chef d'Atlantic Records, qui avait signé Ray Charles et Aretha Franklin, ce qui a conduit Arif Mardin à produire l'album de 1971 de Gordon, It Is and It Isn't. L'album a des apparitions invitées des meilleurs musiciens de sessions, notamment John Wetton à la basse qui rejoindra King Crimson fin 1972 et David Spinozza à la guitare. Encore une fois, l'album ne fut pas un succès commercial. Au cours des années 1970, Gordon s'est retrouvé à accompagner Cliff Richard et Tim Hardin en tournées. Pendant une courte période en 1974, il répète avec le groupe Stackridge. Bien qu'il ait décidé de ne pas rejoindre le groupe, Stackridge a enregistré une chanson de son album solo It Is and It Isn’t. Intitulée à l'origine Worms, la version de l'album Extravaganza de 1975 a été renommée No One's More Important Than the Earthworm.

### Années 1980 et 1990
Gordon Haskell est arrivé au seuil des années 1980 profondément endetté et insatisfait du commerce de la musique. Il est parti pour le Danemark en 1984, jouant « sept soirs par semaine devant des ivrognes dans les bars ». Pendant ce temps, sa voix est devenue beaucoup plus forte, parvenant enfin à régler ses dettes, il est retourné en Angleterre et a continué à donner des concerts en solo et en groupe dans de petits pubs et clubs. « J'étais pris au piège », se souvient-il, « mais le temps n'était pas perdu. Je pratiquais. J'ai été dans le désert pendant longtemps, mais j'ai rencontré beaucoup de personnages vraiment intéressants dans les bars, et c'est là que mes chansons ont pris forme J'étais autonome, je me supportais seul et je n'avais plus rien à voir avec l'industrie du disque ».
Son single Almost Certainly a atteint le numéro un en Afrique du Sud en 1990. Un album intitulé Hambledon Hill a suivi. Cela a bien fonctionné sur les ondes avec le DJ de BBC Radio 1, Bob Harris disant qu'il « a adoré ». Un single éponyme était prévu mais le distributeur a fait faillite et l'accord a échoué. Cependant, en 1994, le label Record Voiceprint a réédité l'album.

### Succès
Look Out contenait une ballade teintée de jazz intitulée How Wonderful You Are. Elle a été remise à Johnnie Walker de la BBC Radio 2 la veille du 11 septembre. Avant même sa sortie en single fin 2001, la chanson a dépassé Hey Jude des Beatles et "My Way" de Frank Sinatra pour devenir la pièce la plus demandée sur la BBC Radio 2. Malgré une promotion limitée, il figurait comme le numéro deux de Noël dans le UK Singles Chart. Bien qu'apparaissant sur Top of the Pops cette semaine-là, la diffusion a été retardée de huit semaines en raison de la pression d'EMI Records, de la direction de Robbie Williams (David Enthoven qui l'avait dirigé à King Crimson) et de la City of London Bank qui organisaient un accord de 42 millions de livres avec Robbie Williams. Il est généralement admis que s'il avait été diffusé, il aurait remporté le numéro 1 sur Williams et aucune explication ou excuse n'a jamais été donnée par le producteur exécutif de la BBC. Il a continué, cependant, à vendre plus de 400 000 exemplaires.
Alors que How Wonderful You Are évoluait dans les charts pop britanniques, la presse britannique a commencé à prêter attention à l'histoire de son créateur méconnu. Gordon aurait déclaré : « Soudain, après toutes ces années, il y a toute cette attention. Mais je vis sur une piste de dérapage depuis si longtemps que si je gagne un million maintenant, c'est le revers de la médaille ». Il a été approché par le manager Ian Brown au sujet des opportunités d'enregistrement. Haskell a accepté, mais a précisé qu'il voulait faire son disque à l'ancienne : live, sans overdubs, et fondé sur une écriture solide et des performances de style classique. 
À la suite du succès du single, Gordon s'est vu offrir un contrat d'enregistrement de plusieurs millions de dollars du label britannique East West Records, distribué par Warner Bros. Records. L'album Harry's Bar est sorti le 7 janvier 2002. Il a culminé au numéro 2 dans le UK Albums Chart, et a rencontré un succès similaire en Europe. Plus tard cette même année, Shadows on the Wall est sorti, mais n'a fait que le numéro 44 sur les charts des albums du Royaume-Uni. Warner Bros l'a licencié quand il a traité le MD d'androïde dans un magazine de musique et ce dernier a ainsi annulé son contrat. Haskell n'a aucun regret. Il déclare que ce n'est pas lui qui a signé avec Warner mais son manager, qui s'est signé lui-même à la place, il estime donc qu'il n'y a eu aucune perte car le tout était une fabrication. Il a simplement dit la vérité, quelque chose qui continue de bien le servir 16 ans après qu'il continue de tourner, d'écrire et d'enregistrer.
Son prochain album a atteint le numéro 14 dans les palmarès des albums polonais. Intitulé The Lady Wants To Know, contenant onze titres, a été produit par Hamish Stuart et mettait en vedette Tony O'Malley et Robbie McIntosh. Un DVD, The Road To Harry's Bar, est sorti en 2005 et Haskell a également publié son autobiographie sous le même titre, avec la préface écrite par David Nobbs, créateur de The Fall and Rise of Reginald Perrin.
Après avoir fait la navette depuis l'île grecque de Skopelos pendant huit ans, il est retourné au Royaume-Uni en 2017 pour une tournée britannique avec Hannah's Yard. Il meurt à l'âge de 74 ans des suites d'un cancer, au Royaume-Uni.

### Fleurs De Lys

#### Singles
Les singles énumérés ici ne comportent que ceux avec Gordon comme bassiste et chanteur :
- 1966 : Circles/So Come On - Immediate Records IM 32 - Circles composition de Peter Townshend et jouée par The Who.
- 1966 : Mud In Your Eye/I've Been Trying - Polydor Records 56124
- 1967 : I Can See The Light/Prodigal Son - Polydor Records 56200
- 1968 : Gong with the Luminous Nose/Hammer Head - Polydor Records 56251

#### Albums compilations
- 1996 : Les Fleurs De Lys - Album Compilation regroupant tous les singles du groupe dont ceux cités ci-haut avec Gordon Haskell.
- 1997 : Reflections - Blueprint Records (4) – BP256CD
- 2002 : Les Fleurs De Lys - Réédition de leur première compilation de 1996.
- 2013 : You've Got To Earn It - Acid Jazz Records AJXLP324

### King Crimson
- 1970 : In the Wake of Poseidon - Chant sur Cadence And Cascade
- 1970 : Lizard - Chant et basse sur tout l'album à l'exception de la chanson Prince Rupert's Awake chantée par Jon Anderson.

### Solo

#### Albums studios
- 1969 : Sail in my boat
- 1971 : It Is and It Isn't
- 1979 : Serve at Room Temperature
- 1990 : Hambledon Hill
- 1992 : It's Just a Plot to Drive You Crazy
- 1996 : Butterfly in China
- 1997 : Serve at Room Temperature (Réédition)
- 2000 : All in the Scheme of Things
- 2001 : Look Out
- 2002 : Harry's Bar
- 2002 : Shadows on the Wall
- 2004 : The Lady Wants to Know
- 2010 : One Day Soon
- 2020 : The Cat Who's Got The Cream

#### Albums live
- 2008 : Gordon Haskell w Szczecinie Live!
- 2008 : The Road To Harry's Bar (All Hits LIve)

#### EP
- 1994 : Voiceprint Radio Sessions

### Compilations
- 2002 : All My Life
- 2002 : The Collection: 18 of His Finest Songs
- 2002 : The Right Time: A Collection
- 2003 : How Wonderful You Are (The Best Of)

### Collaboration
- 1991 : Ophelia's Shadow de Toyah Wilcox - Intro aux claviers sur la pièce-titre. Robert Fripp et Trey Gunn jouent sur cet album.

## DVD
- 2005 : The Road To Harry's Bar

## Publication
- 2006 : (en) The Road to Harry's Bar: Forty Years on the Potholed Path to Stardom, Mainstream Publishing,  (ISBN 9781840189872)